# Diphtherostomum albulae
Diphtherostomum albulae är en plattmaskart. Diphtherostomum albulae ingår i släktet Diphtherostomum och familjen Zoogonidae. Inga underarter finns listade i Catalogue of Life.